# De dame met de handschoen
De dame met de handschoen (Frans: La dame au gant) is de titel van een schilderij van Carolus-Duran. Dit levensgrote portret van de echtgenote van de kunstenaar, Pauline Croisette,  was een groot succes op de Parijse salon van 1869, waar het een medaille ontving. Het was voor Carolus-Duran het begin van een glansrijke carrière als portrettist van de beau monde van Parijs. Tegenwoordig maakt het schilderij deel uit van de collectie van het Musée d'Orsay in Parijs.

## Voorstelling
Carolus-Duran schilderde zijn vrouw in een zwarte, zijden jurk, die met kant versierd is. Het zwart wordt slechts onderbroken door een rode roos als corsage, witte manchetten, gouden oorbellen en een gele roos in het haar. Pauline Croisette draagt grijze handschoenen die zij net aan het uittrekken is; een ligt er al op de grond. Deze handschoen wordt benadrukt door de signatuur van de kunstenaar. De muur op de achtergrond wordt in tweeën gedeeld door een sierlijst, die alleen aan de rechterkant zichtbaar is. Deze lijst vormt een mooie weerspiegeling van de kanten versiering van de japon. Beide delen van de muur zijn in sober zwart en grijs uitgevoerd, zodat niets de aandacht afleidt van de geportretteerde.
De invloed van Velázquez, met wiens werk Carolus-Duran tijdens een reis naar Spanje in 1866-67 van nabij kennis had gemaakt, laat zich op dit schilderij duidelijk gelden. De bewondering voor de Spaanse meester deelde hij met zijn vriend en voorbeeld Édouard Manet, die vergelijkbare schilderijen maakte, zoals De dame met de papegaai. De overeenkomsten tussen De dame met de handschoen en Monets Camille, dat Carolus-Duran op de salon van 1866, waar hij zelf ook vertegenwoordigd was, leerde kennen, springen ook in het oog. Op beide schilderijen is in groot formaat een vrouw in een prachtige jurk te zien, die gedeeltelijk door de rand van het schilderij wordt afgesneden. De levendigheid van de portretten wordt vergroot door de suggestie van beweging, het uittrekken van de handschoenen bij Carolus-Duran, bij Monet het omdraaien. Toch heeft De dame met de handschoen meer weg van een officieel portret omdat het gezicht van Pauline Croisette frontaal afgebeeld is.
Op de salon van 1869 oogstte De dame met de handschoen veel succes. Omdat Carolus-Duran verfijnder schilderde dan bijvoorbeeld Manet, sloot zijn werk beter aan bij de smaak van het brede publiek. Toch was er ook kritiek op het werk. Zo noemde Berthe Morisot het tamelijk gewoontjes en sprak  Jules-Antoine Castagnary van een oppervlakkig portret.

## Herkomst
- 1905: De staat koopt het werk van de kunstenaar. Het wordt tentoongesteld in het Musée du Luxembourg.
- 1929: overgebracht naar het Louvre.
- 1982: overgebracht naar het Musée d'Orsay.

## Afbeeldingen

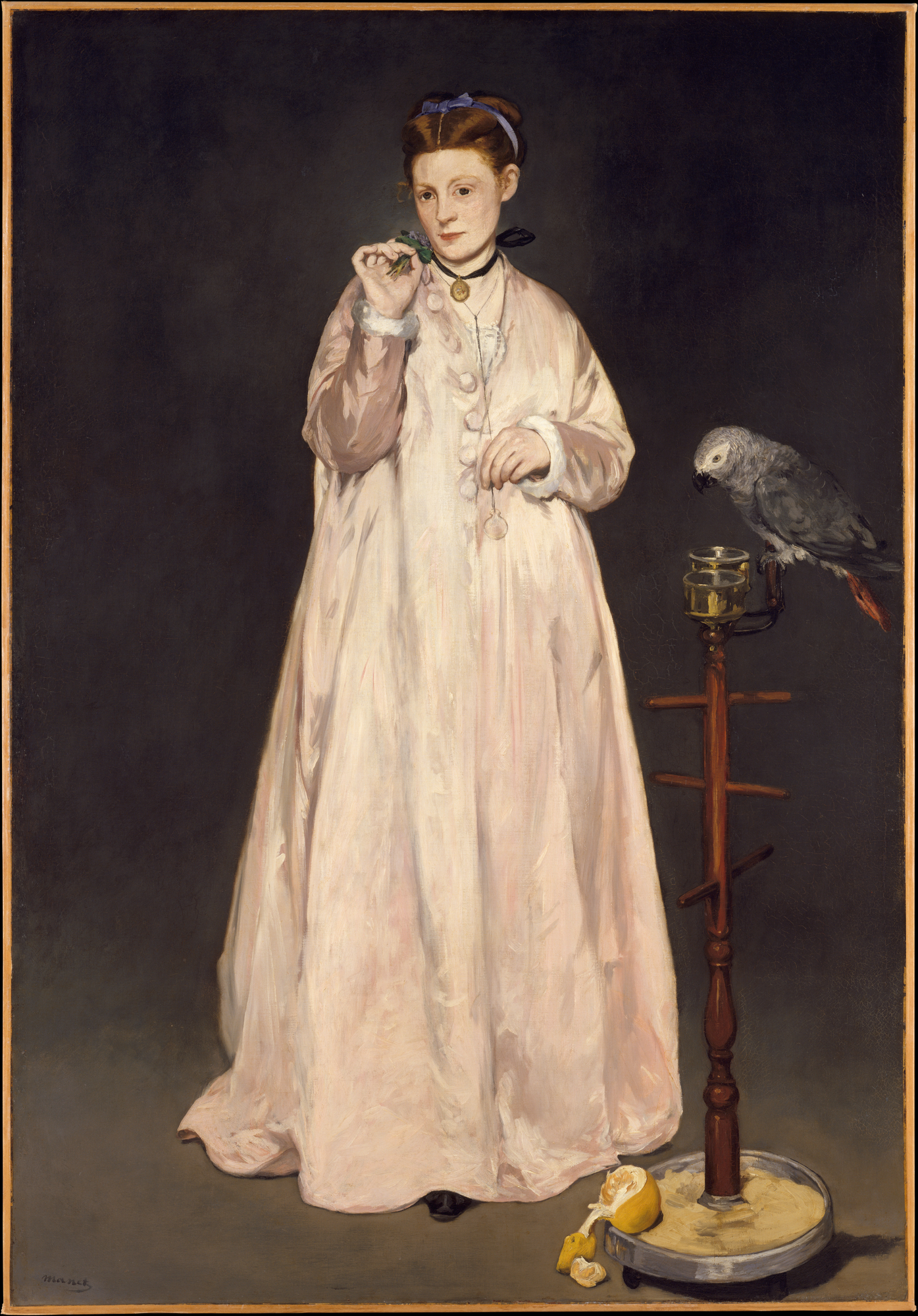
De dame met de papegaai - Édouard Manet
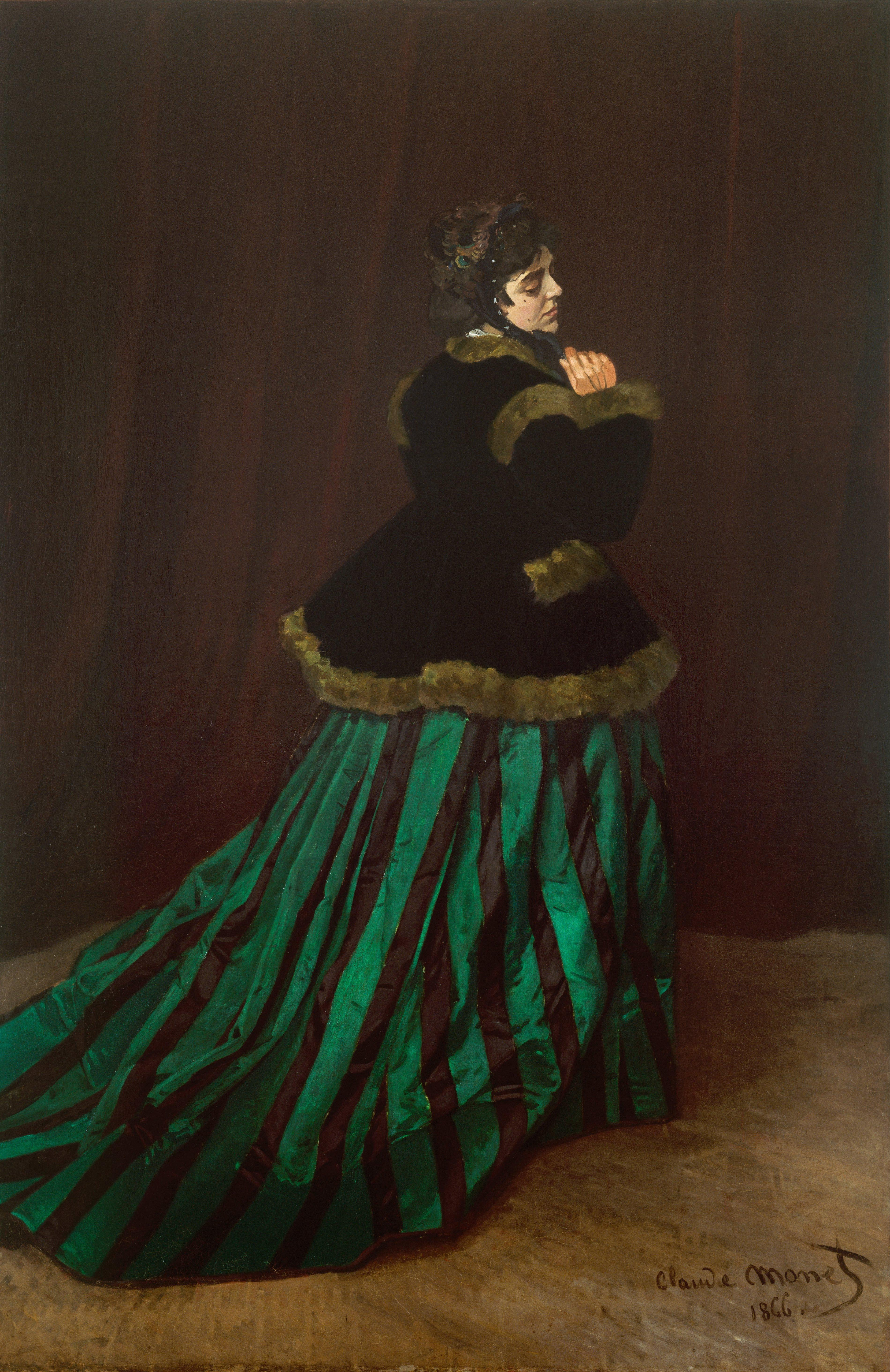
Camille - Claude Monet